# Saint-Gervais (Wandea)
Saint-Gervais – miejscowość i gmina we Francji, w regionie Kraj Loary, w departamencie Wandea.
Według danych z 1990 gminę zamieszkiwało 1 546 osób, a gęstość zaludnienia wynosiła 37 osób/km² (wśród 1504 gmin Kraju Loary Saint-Gervais plasuje się na 396. miejscu pod względem liczby ludności, natomiast pod względem powierzchni na miejscu 119.).